# Франко Малерба
Франко Еджидио Малерба (на италиански: Franco Egidio Malerba) е астронавт, първият гражданин на Италия в космоса, 278-и в света.
По време на единствения си полет, проведен през 1992 г., е налетял 7 денонощия 23 часа 16 минути.

## Образование
Роден е на 10 октомври 1946 г. в Генуа, Италия. През 1965 г. завършва средно образование в лицея Mazzini di Sampierdarena, а през 1970 г. – висше образование в Университета на Генуа, електронен инженер, специалист по телекомуникации. През 1974 г. става доктор на физическите науки, специалност биофизика, в Университета на Генуа.

## Изследователска дейност
- 1970 – 75 – асистент в Лабораторията по биофизика и кибернетика (Генуа) в Националния съвет за научни изследвания (на италиански: Consiglio Nazionale delle Ricerche), експерименти по биофизика на мембраните.
- 1971 – лектор по кибернетика и информатика, Физически факултет, Университет в Генуа.
- 1972 – временен асистент на изследователския център на НАТО Саклант (Ла Специя), разработва методология за автоматизирано откриване на сигнал на сонари.
- 1972 – 74 – научен сътрудник на Националния институт по здравеопазване (Бетезда, Мериленд), изследвания в областта на биофизиката на фоторецепторите.
- 1977 – 80 – сътрудник на Европейския център по космически изследвания и технологии (Европейска космическа агенция), участие в разработването и тестването на ES020 – PICPAB, експериментално оборудване за изследване на йоносферата на плазмата в рамките на проекта Spacelab.

## Военна служба
През 1974 – 75 г. служи във Военноморските сили на Италия на разрушителя San Giorgio. Офицер от запаса.

## Производствена работа
През 1976 – 89 г. заема технически и управленски позиции в компанията Digital Equipment Corporation, в представителствата в Италия и в Европа. Основно работи в областта на микропроцесорните системи (Париж 1976, Милано 1977), проектиране на компютърни мрежи (Женева 1981 – 85), телекомуникационни технологии (Рим 1986 – 88, София Антиполис 1989).

## Полет в космоса
Малерба лети в космоса на борда на совалката Атлантис, мисия STS-46 от 31 юли до 7 август 1992. Малерба отговарял за италианската сателитна система TSS-1, която трябвало да се изведе на разстояние 20 km и да остане свързана с кабел. Експериментът не успява и сателита е върнат в товарната зона на совалката. Екипажът извежда в орбита още един спътник – Eureca на ЕКА. Мисията, която започва и завършва във Флорида, Кейп Канаверал, е отбелязана като успешна, въпреки проблема с TSS.

## Личен живот
Женен, има едно дете. Владее италиански, английски и френски език. Занимава се със скално катерене, ски и тенис.